# Lakewood (Colorado)
Lakewood je město v okresu Jefferson County ve státě Colorado ve Spojených státech amerických. Leží v Koloradské piedmontní plošině na západním cípu Velkých planin, východně od pohoří Front Range. Město sousedí s Denverem, největším městem v Coloradu, přičemž je zároveň jeho předměstím. Je 5. největším městem v Coloradu a 167. největším městem ve Spojených státech. 
K roku 2020 zde žilo 155 984 obyvatel. S celkovou rozlohou 116 km² byla hustota zalidnění 1 385 obyvatel na km². Lakewood se nachází v oblasti s chladným semiaridním podnebím.